# Zefiro Torna (ensemble)
Zefiro Torna is een Belgisch muziekensemble uit Mechelen, dat werd opgericht in 1996. In hun totaalconcepten koppelen ze authentieke uitvoeringspraktijk van muziek uit de middeleeuwen, de renaissance en de barok aan andere kunsten zoals literatuur, theater of dans.

## Biografie
Zefiro Torna werd opgericht door Jurgen De bruyn en Els Van Laethem. Artistiek leider De bruyn startte het project om muzikale authenticiteit te combineren met actuele kunstuitingen. Zefiro Torna vermengt ook wetenschap, filosofie, literatuur, visuele kunsten, theater en hedendaagse dans in zijn multidisciplinaire programma’s. De bruyn noemt wat ze doen niet graag een 'crossover'. "Ik geef de voorkeur aan het woord 'hybride'", vertelde hij aan L'Echo. Naast De bruyn werkt het ensemble met een wisselende bezetting van (internationale) muzikanten.
Hun naam haalden ze bij een sonnet van Francesco Petrarca, over de terugkeer van de lente, waar de vrolijkheid van zingende vogels en ontluikende bloemen contrasteert met het liefdesverdriet van de dichter. Hij betekent "De Westenwind is teruggekeerd".    
Chaunceleer, uit 2000, combineerde muziek van John Cage met Geoffrey Chaucers Canterbury Tales. Voor deze productie werkten ze samen met het Toneelhuis te Antwerpen.
In 2005 maakten ze Greghesche, dat in 2008 op cd verscheen. Ze werkten hiervoor met teksten van de Venetiaanse dichter en theatermaker Antonio Molino, die op muziek werden gezet door Molino zelf en door Cipriano de Rore, Andrea Gabrieli, Giaches de Wert en Adriaan Willaert. Naar aanleiding van een heropvoering van deze productie verklaarde De bruyn: "Zefiro Torna werkt graag met symbolische thema’s rond mens, ruimte en tijd die benaderd worden vanuit een breed kunsthistorisch kader. De muziek vormt dan als het ware de soundtrack van een dramaturgisch uitgedacht concept waar extramuzikale elementen een plaats in kunnen krijgen."
Voor O, Monde Aveugle - Songs for the Apocalypse (2010) werten ze samen met Les Tisserands, een muziekgroep die folk, jazz en oude muziek speelt "in de geest van de Katharen". Het stuk ging over het jaar 2012, dat volgens de kalender van de Maya's als het jaar van de Apocalyps beschouwd werd. Geïnspireerd door de schilderijen van Jheronimus Bosch bewerkten ze muziek van middeleeuwse componisten Jacopo da Bologna, Johannes Ciconia, Christobal de Morales, Jacobus Clemens non Papa, Cipriano de Rore, maar ook van Georges Brassens.
In 2013 maakten ze De Allegorie van het Verlangen, over het Lied van Salomon, Canticum Canticorum of het Hooglied. Dit is een van de boeken in de Hebreeuwse bijbel: een verzameling beeldende, soms erotische gedichten rond "het liefdespaar". Hiervoor werkten ze samen met het koor Vocalconsort Berlin en Tunesische zangeres Ghalia Benali. Ze gebruikten muziek van oa. Johann Sebastian Bach, Egyptische zangeres Umm Kulthum en Claudio Monteverdi. In een interview verklaarde De bruyn: "Wij wilden het Hooglied als symbool ten gronde uitspitten... De thematiek van het Hooglied is verstrengeld met de Arabische tradities en eigenlijk tot op vandaag duidelijk aanwezig in zowel de religieuze beleving als de poëtische en populaire cultuur van de Arabische wereld... Ghalia Benali zorgt voor een brug tussen culturen, maar ook tussen de diverse betekenislagen van de voorstelling... Het Hooglied houdt ook verband met Babylonische vruchtbaarheidsriten rond de godin Ishtar, die vaak zeer geladen en libidineus waren."
Met het Antwerpse theatergezelschap Laika maakten ze in 2020 de voorstelling Balsam. Titels als Alchemilla, Artemisia Absinthium en Les Roses de Saadi verwezen naar de werking van kruiden en planten. Terwijl de muzikanten speelden, deden een vijftal zogenaamde "alchemisten" allerhande proeven met distillatie, gisting, oplossing, enzoverder om het publiek te "bedwelmen" met geuren en smaken.
Voor BACHC®AB — een nieuw Musikalisches Opfer (2020) werkten ze met kunstenares Anne-Mie Van Kerckhoven aan een bewerking van Bach's Musikalischer Opfer; een onderzoek naar de getallensymboliek in het werk van Bach. De verschillende letters van het acroniem Bachcrab staan voor de componisten wiens werk ze hierbij betrekken. B staat uiteraard voor Bach zelf. A voor Louis Andriessen. C voor George Crumb. H voor Heinz Holliger. De tweede C is voor Baude Cordier. De omcirkelde ® verwijst naar hedendaagse Franse componist Thierry Pécou's Retrograde, die ook meewerkte aan deze voorstelling. De tweede A verwijst opnieuw naar Andriessen. En de laatste B opnieuw naar Bach.

## Muzikanten
Zefiro Torna werkt en werkte met de volgende muzikanten en zangers:    
- Sopranen: Cécile Kempenaers, Annelies Van Gramberen, Lieselot De Wilde, Griet De Geyter, Myriam Arbouz, Elly Aerden
- Mezzosopranen: Els Van Laethem, Michaela Riener
- Altzangers: Petra Noskaiová, Els Janssens
- Tenoren: Kevin D. Skelton, Stephan Van Dyck, Jan Van Elsacker
- Baritons: Matthew Baker
- Contratenoren: Steve Dugardin
- Blaasinstrumenten: Marleen Leicher (cornetto, blokfluit), Jowan Merckx (doedelzak, gaita), François Lazarevic (blokfluit, doedelzak), Kristien Ceuppens (hobo), Dimos De Beun (blokfluit), Philippe Laloy (sopraansax, altkromhoorn, basfluit), Raphaël De Cock (Uilleann pipes), Jean-Philippe Poncin (basklarinet)
- Viola da gamba: Romina Lischka, Liam Fennelly, Lies Weyers
- Klavecimbel: Bart Naessens
- Percussie: Frank Van Eycken, Frédéric Malempré, Stephan Pougin
- Harp: Hannelore De Vaere, Sarah L. Ridy
- Snaarinstrumenten: Timo Väänänen (kantele), Paulina Van Laarhoven (vedel, viola da gamba), Didier François (nyckelharpa), Elise Christiaens (violone), Philippe Malfeyt (luit), An Van Laethem (viool), Annelies Decock (viool), Alon Portal (violone)
- Orgel: Wouter Koelewijn
- Bandoneon: Gwen Cresens
- Contrabas: Vincent Noiret

Artistiek leider Jurgen De bruyn: luit, gitaar, chitarrone, percussie, theorbe en zang

## Voorstellingen
- 2000 - Chaunceleer, co-productie met het Toneelhuis, regie van Tom Hannes
- 2004 - El Noi de la Mare[13]
- 2005 - Odeo / Greghesche — De kleurrijke wereld van de 16e-Eeuwse Venetiaanse Grechesche en het Palazzo Cornaro[14]
- 2006 - De Fragilitate — Schoolliederen en hymnes uit het middeleeuwse Finland[15]
- 2006 - Mermaphilia, met Antje De Boeck[16]
- 2006 - Les Tisserands, met Amorroma, Traces en jazzsaxofonist Philippe Laloy[17]
- 2007 - Puzzled, met dansgezelschap Zoo en Thomas Hauert[18]
- 2008 - Assim, met Het Nieuw Gents Stadsblazerscollectief[19]
- 2009 - Les Champions des Dames: Muziek uit de tijd van de Vlaamse Primitieven[20]
- 2009 - Te Ros!, met Pantalone en het Ros Beiaardcomité[21]
- 2010 - O, Monde Aveugle — Songs for the Apocalypse[22]
- 2012 - Llibre Vermell De Montserrat[23]
- 2012 - Scattered Rhymes — a tribute to Francesco Petrarca[24]
- 2012 - Apocalypso, met Abattoir Fermé en Capsule[25]
- 2013 - De Allegorie van het Verlangen — het Hooglied in westerse en oriëntaalse tradities[26]
- 2013 - Nerf, met Ultima Thule[27][28]
- 2014 - Amore Amaro — Hemelse madrigalen van Giaches de Wert en Claudio Monteverdi, met Vlaams Radiokoor o.l.v. Hervé Niquet[29]
- 2015 - Lassus Kroegentocht: Franse chansons, Italiaanse villanellen en Duitse drinkliederen[30]
- 2016 - Heremiet, met Mauro Pawlowski[31]
- 2016 - Sluimer, Ambient Barok
- 2017 - B.I.G. — Relaas van een Buitengewoon Innemende Groei[32]
- 2017 - Lassus Grand Cru — Muzikale wijndegustatie, met Stefaan Degand[33]
- 2017 - JUST= — rechtspraak in zeven klankbeelden[34]
- 2018 - Sonore Schetsen, met Bram Bosteels[35]
- 2018 - Allegoria — Over engelen en duvels, sottigheden en dwaesheden[36]
- 2019 - Lunalia, Het Meisje van de Maan[37]
- 2019 - Ecce Homo — De vier temperamenten - passie in vroeg-17de-eeuwse muziek, poëzie en schilderkunst[38]
- 2019 - Time Crawls — A new broken consort[39]
- 2020 - Balsam, met theatergezelschap Laika[40][41]
- 2020 - PAST >| ORALE — BTHVN transhumanized, met SEADS network[42]
- 2020 - Tuin der Lusten — Zefiro Torna's Mixtuur[43]
- 2020 - BACHC®AB — een nieuw Musikalisches Opfer, met Ensemble Variances en Anne-Mie Van Kerckhoven[44][45]
- 2022 - THE MASS MAN - Een tijdloos verhaal over wat ons samenbrengt of verdeelt, met muziektheater Transparant

## Onderscheidingen
- El Noi de la Mare (2004) won in 2005 de publieksprijs voor beste Vlaamse productie van radiozender Klara.[46]